# Hans Jakob Pestalozzi (Unternehmer)
Hans Jakob Pestalozzi (* 13. August 1707 in Grönenbach, Bayern; † 24. April 1782 in Zürich) war ein Schweizer Unternehmer.

## Leben
Hans Jakob Pestalozzi wurde als Sohn des reformierten Pfarrers Hans Jakob Pestalozzi und seiner Ehefrau Dorothea, geborene Wirz, geboren. Im Jahre 1728 heiratete er Ester Jonquiére, Tochter eines Berner Seidenfabrikanten. Im gleichen Jahr trat er auch in die Zunft zu Safran ein. 1759 gründete er zusammen mit Hans Heinrich Frey das Seidenfabrikations- und Bankhaus Frey & Pestalozzi. Das Unternehmen Pestalozzi im Thalhof ging als Erbschaft auf seinen gleichnamigen Sohn Hans Jakob Pestalozzi (1731–1802) über. Als dieser kinderlos starb, ging das Geschäft an die Witwe Cleophea Pestalozzi-von Orelli und erlebte unter ihr einen Aufschwung.